# بریژیت سیمون حمیدی
بریژیت سیمون حمیدی (به فرانسوی: Brigitte Simon-Hamidi) (متولد ۱۲ سپتامبر ۱۹۳۶)  در بوردو، فرانسه، متولد شد. او نویسنده، مترجم، مدرس و پژوهشگر زبان و ادبیات فارسی است.

## زندگی
بریژیت سیمون-حمیدی، دختر پیرهانری سیمون ، روشن‌فکر و نویسنده فرانسوی، زبان چینی و فارسی را در مدرسه ملی زبان‌های شرقی مدرن ( اینالکو کنونی) نزد استادانی چون ژیلبر لازار آموخت.
پس از اتمام تحصیلاتش، به عنوان استاد زبان فارسی  از سال ۱۹۶۹ تا ۲۰۰۱ در موسسه ملی زبان‌ها و تمدن‌های شرقی (اینالکو) تدریس کرد. او در مقام استادی، شاگردان زیادی را تربیت کرد که برخی از آنها، مانند ماتیاس آنار ، از چهره‌های برجسته روشنفکری فرانسه به شمار می‌آیند.
در سال ۱۳۵۸ و هنگام انقلاب ۱۳۵۷ بود، آثار روح‌الله خمینی از جمله کتاب ولایت فقیه را به فرانسه ترجمه کرد.

## آثار

### آموزشی
- فارسی از طریق کلمات و متون ، L'Asiathèque ، 2002 [۱]
- دیوار گوش داره ، فرهنگ ضرب المثل ها و اصطلاحات رایج فارسی، L'Asiathèque ، 2013 [۲]

### ترجمه ها
- انقلاب در آفریقا : آزادی گینه پرتغالی توسط باسیل دیویدسون و آمیلکار کابرال ، Éditions du Seuil، 1969
- شرق و بحران غرب نوشته احسان نراقی ، انتانت، 1356
- ولایت فقیه نوشته روح الله خمینی ، فایوله، 1979
- باغ های تنهایی، اخبار ایران : هشتمین روز زمین اثر شهریار مندنی پور ، شبهای عربی، 1379.
- زنان ایرانی در مستمری مونمارتر نوشته مهناز انصاریان، L'Harmattan، 2011

### مشارکت های دایره‌المعارفی
- دایره المعارف بزرگ ، لاروس، 1978
- Gran Larousse Universal ، Larousse، 1996